# 02 (prefisso)

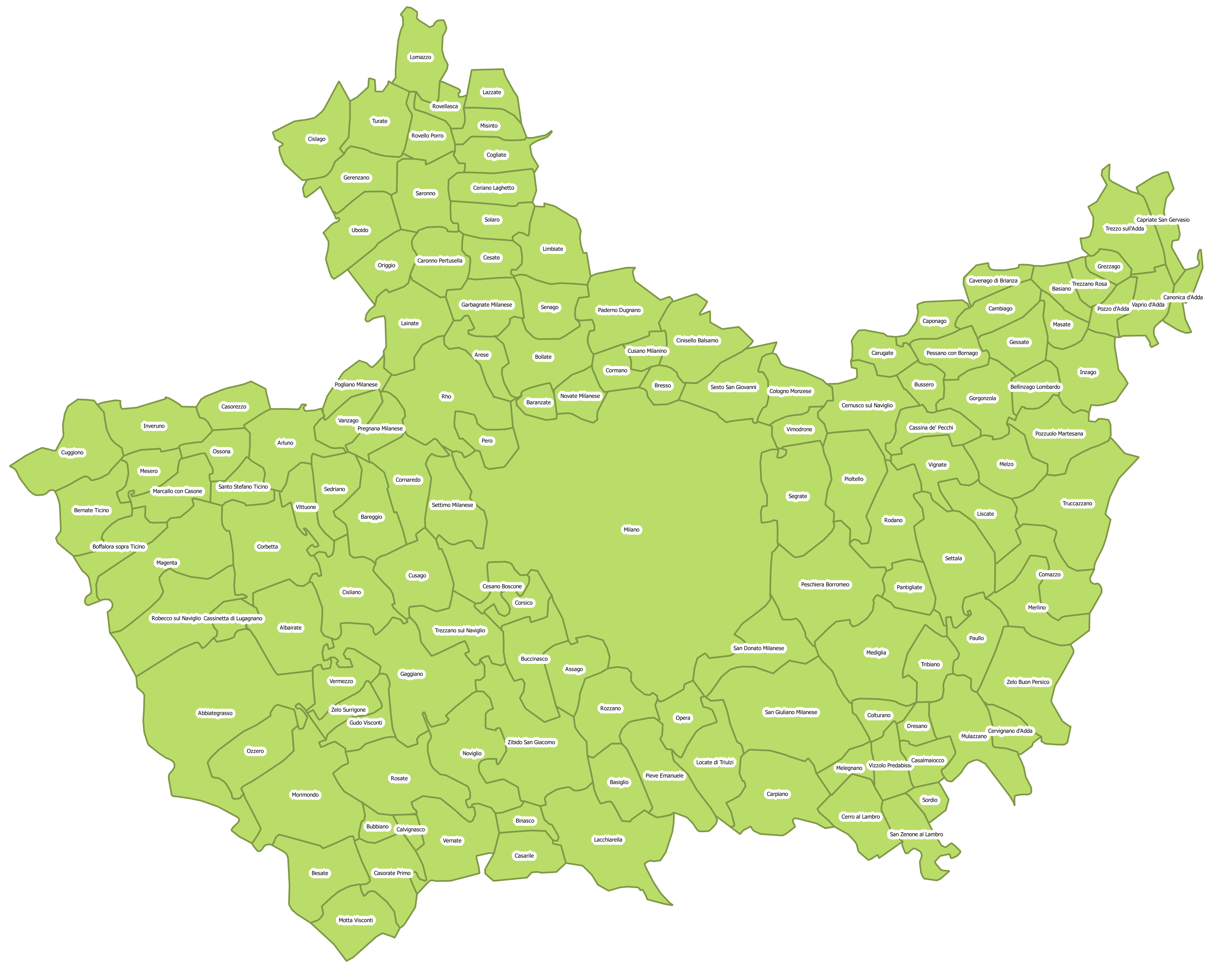
Distretto telefonico di Milano, corrispondente al prefisso 02

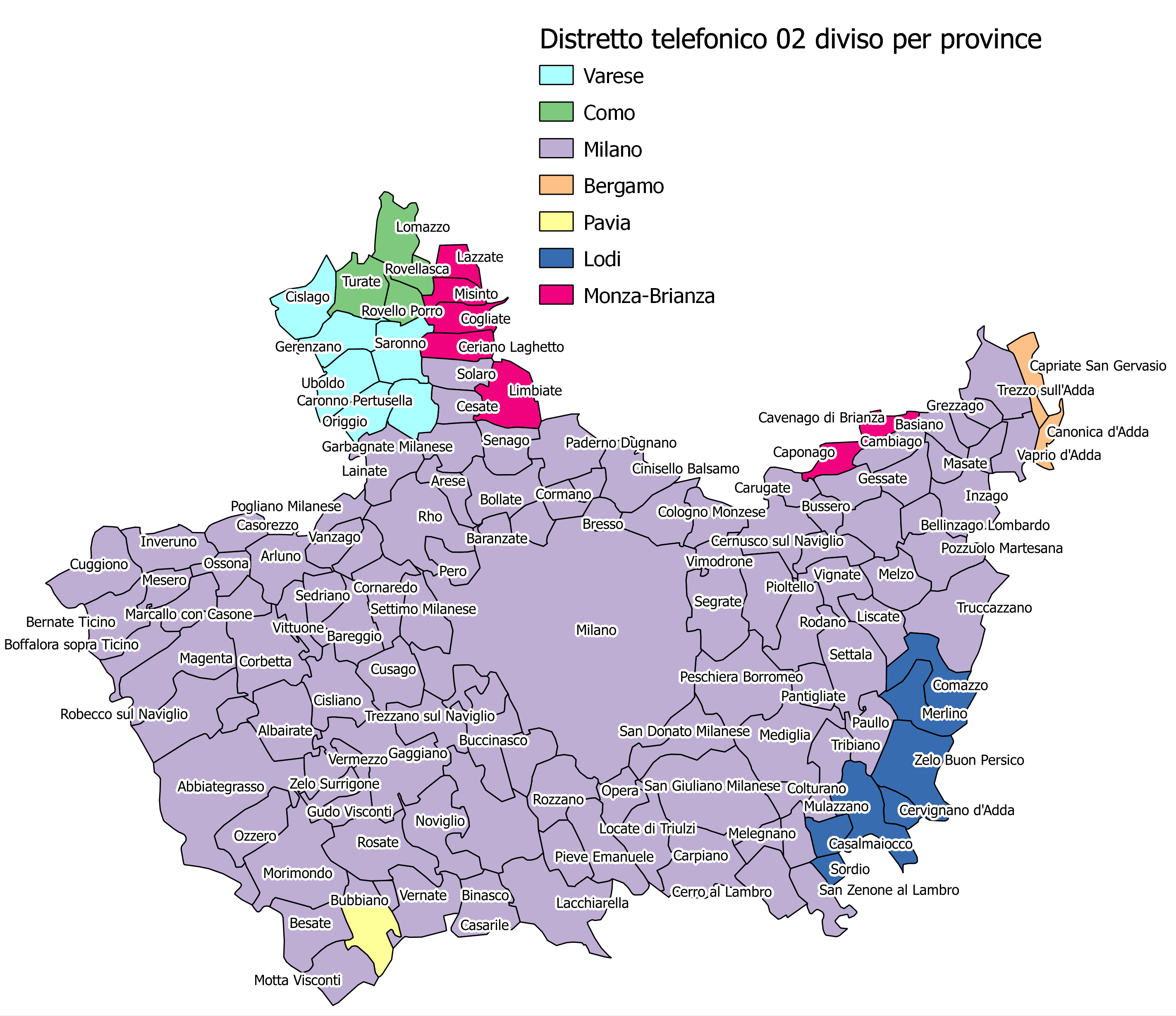
Distretto telefonico di Milano diviso per province

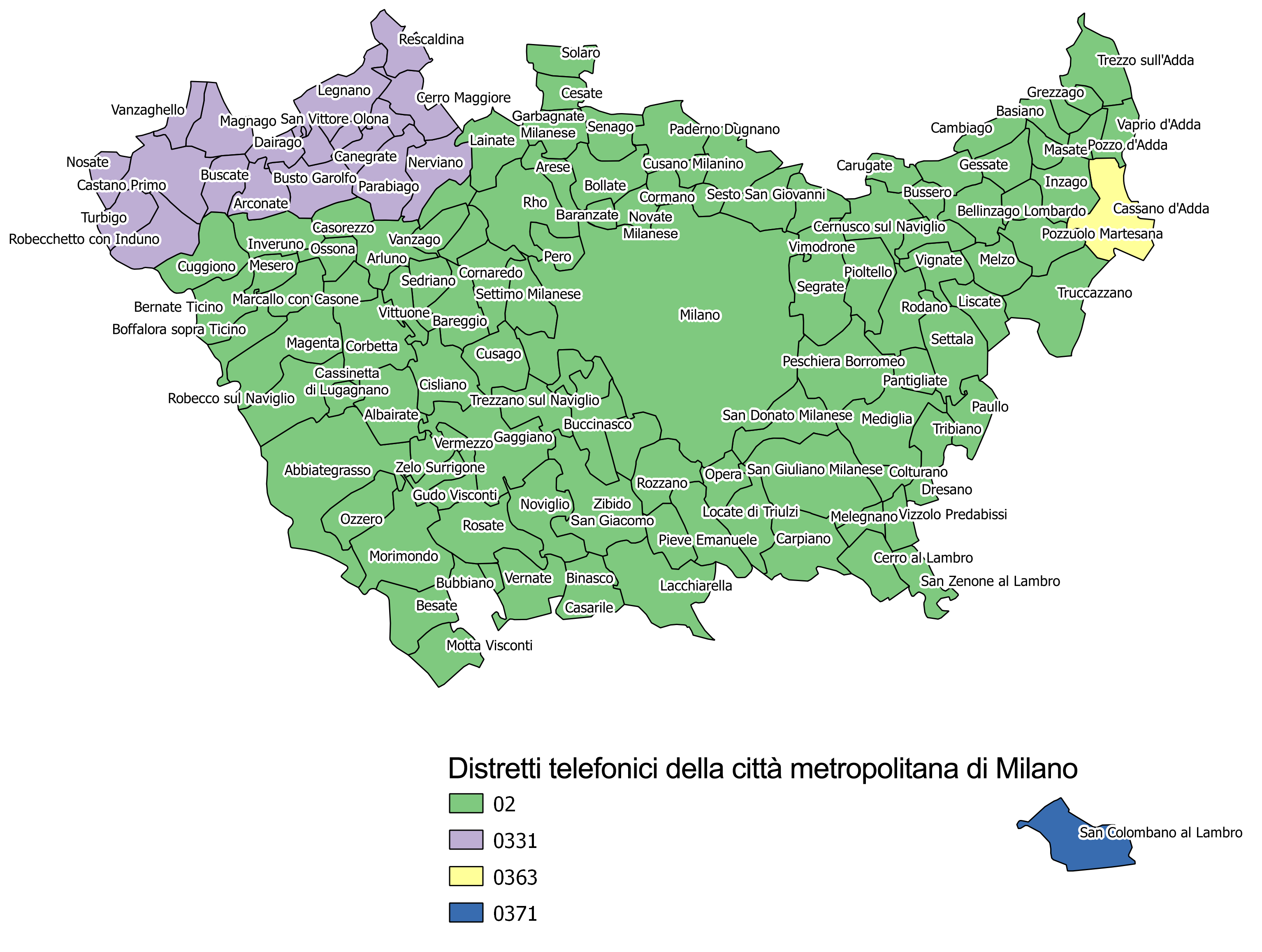
Mappa dei prefissi telefonici nella città metropolitana di Milano

02 è il prefisso telefonico del distretto di Milano, appartenente al compartimento omonimo.
Il distretto comprende la maggior parte della città metropolitana di Milano, oltre ad alcuni comuni delle province di Bergamo, Como, Lodi, Monza e Brianza, Pavia e Varese. Confina con i distretti di Como (031), di Seregno (0362) e di Monza (039) a nord, di Bergamo (035), di Treviglio (0363) e di Crema (0373) a est, di Lodi (0371) e di Pavia (0382) a sud, di Vigevano (0381) e di Novara (0321) a ovest e di Busto Arsizio (0331) a nord-ovest.
Il distretto di Milano è l'unico in Italia ad avere un prefisso con la cifra 2 dopo lo 0.

## Aree locali e comuni
Il distretto di Milano comprende 139 comuni compresi nelle 14 aree locali di Abbiategrasso, Binasco (ex settori di Binasco e Gaggiano), Cernusco sul Naviglio, Gorgonzola, Locate di Triulzi, Magenta, Melegnano, Milano, Paullo, Rho, Saronno, Sedriano, Senago e Trezzo sull'Adda.
I comuni compresi nel distretto sono:
- Città metropolitana di Milano:

Abbiategrasso, Albairate, Arese, Arluno, Assago, Baranzate, Bareggio, Basiano, Basiglio, Bellinzago Lombardo, Bernate Ticino, Besate, Binasco, Boffalora sopra Ticino, Bollate, Bresso, Bubbiano, Buccinasco, Bussero, Calvignasco, Cambiago, Carpiano, Carugate, Casarile, Casorezzo, Cassina de' Pecchi, Cassinetta di Lugagnano, Cernusco sul Naviglio, Cerro al Lambro, Cesano Boscone, Cesate, Cinisello Balsamo, Cisliano, Cologno Monzese, Colturano, Corbetta, Cormano, Cornaredo, Corsico, Cuggiono, Cusago, Cusano Milanino, Dresano, Gaggiano, Garbagnate Milanese, Gessate, Gorgonzola, Grezzago, Gudo Visconti, Inveruno, Inzago, Lacchiarella, Lainate, Liscate, Locate di Triulzi, Magenta, Marcallo con Casone, Masate, Mediglia, Melegnano, Melzo, Mesero, Milano, Morimondo, Motta Visconti, Novate Milanese, Noviglio, Opera, Ossona, Ozzero, Paderno Dugnano, Pantigliate, Paullo, Pero, Peschiera Borromeo, Pessano con Bornago, Pieve Emanuele, Pioltello, Pogliano Milanese, Pozzo d'Adda, Pozzuolo Martesana, Pregnana Milanese, Rho, Robecco sul Naviglio, Rodano, Rosate, Rozzano, San Donato Milanese, San Giuliano Milanese, San Zenone al Lambro, Santo Stefano Ticino, Sedriano, Segrate, Senago, Sesto San Giovanni, Settala, Settimo Milanese, Solaro, Trezzano Rosa, Trezzano sul Naviglio, Trezzo sull'Adda, Tribiano, Truccazzano, Vanzago, Vaprio d'Adda, Vermezzo con Zelo, Vernate, Vignate, Vimodrone, Vittuone, Vizzolo Predabissi e Zibido San Giacomo.
- Provincia di Bergamo:

Canonica d'Adda e Capriate San Gervasio
- Provincia di Como:

Lomazzo, Rovellasca, Rovello Porro e Turate
- Provincia di Lodi:

Casalmaiocco, Cervignano d'Adda, Comazzo, Merlino, Mulazzano, Sordio e Zelo Buon Persico
- Provincia di Monza e della Brianza:

Caponago, Cavenago di Brianza, Ceriano Laghetto, Cogliate, Lazzate, Limbiate e Misinto
- Provincia di Pavia:

Casorate Primo
- Provincia di Varese:

Caronno Pertusella, Cislago, Gerenzano, Origgio, Saronno e Uboldo.
L'area locale di Abbiategrasso comprende i comuni di: Abbiategrasso, Albairate, Cassinetta di Lugagnano, Gudo Visconti, Morimondo, Ozzero, Robecco sul Naviglio e Vermezzo con Zelo.
L'area locale di Binasco comprende i comuni di: Besate, Binasco, Bubbiano, Calvignasco, Casarile, Casorate Primo (PV), Gaggiano, Lacchiarella, Motta Visconti, Noviglio, Rosate, Vernate e Zibido San Giacomo.
L'area locale di Cernusco sul Naviglio comprende i comuni di: Carugate, Cernusco sul Naviglio e Pioltello.
L'area locale di Gorgonzola comprende i comuni di: Basiano, Bellinzago Lombardo, Bussero, Cambiago, Caponago (MB), Cassina de'Pecchi, Cavenago di Brianza (MB), Gessate, Gorgonzola, Inzago, Liscate, Masate, Melzo, Pessano con Bornago, Pozzuolo Martesana, Rodano, Settala, Truccazzano e Vignate.
L'area locale di Locate di Triulzi comprende i comuni di: Basiglio, Locate di Triulzi e Pieve Emanuele.
L'area locale di Magenta comprende i comuni di: Bernate Ticino, Boffalora sopra Ticino, Corbetta, Cuggiono, Inveruno, Magenta, Marcallo con Casone, Mesero e Santo Stefano Ticino.
L'area locale di Melegnano comprende i comuni di: Carpiano, Casalmaiocco (LO), Cerro al Lambro, Cervignano d'Adda (LO), Colturano, Dresano, Melegnano, Mulazzano (LO), San Giuliano Milanese, San Zenone al Lambro, Sordio (LO) e Vizzolo Predabissi.
L'area locale di Milano comprende i comuni di: Assago, Baranzate, Bollate, Bresso, Buccinasco, Cesano Boscone, Cinisello Balsamo, Cologno Monzese, Cormano, Corsico, Cusano Milanino, Milano, Novate Milanese, Opera, Pero, Peschiera Borromeo, Rozzano, San Donato Milanese, Segrate, Sesto San Giovanni, Settimo Milanese, Trezzano sul Naviglio e Vimodrone.
L'area locale di Paullo comprende i comuni di: Comazzo (LO), Mediglia, Merlino (LO), Pantigliate, Paullo, Tribiano e Zelo Buon Persico (LO).
L'area locale di Rho comprende i comuni di: Arese, Cornaredo, Lainate, Pogliano Milanese, Pregnana Milanese, Rho e Vanzago.
L'area locale di Saronno comprende i comuni di: Caronno Pertusella (VA), Ceriano Laghetto (MB), Cislago (VA), Cogliate (MB), Gerenzano (VA), Lazzate (MB), Lomazzo (CO), Misinto (MB), Origgio (VA), Rovellasca (CO), Rovello Porro (CO), Saronno (VA), Solaro, Turate (CO) e Uboldo (VA).
L'area locale di Sedriano comprende i comuni di: Arluno, Bareggio, Casorezzo, Cisliano, Cusago, Ossona, Sedriano e Vittuone.
L'area locale di Senago comprende comuni di: Cesate, Garbagnate Milanese, Limbiate (MB), Paderno Dugnano e Senago.
L'area locale di Trezzo sull'Adda comprende i comuni di: Canonica d'Adda (BG), Capriate San Gervasio (BG), Grezzago, Pozzo d'Adda, Trezzano Rosa, Trezzo sull'Adda e Vaprio d'Adda.